# Du und Dein Haustier
Du und Dein Haustier war ein monatliches Fernsehmagazin im Fernsehen der DDR, das von 1981 bis 1991 ausgestrahlt wurde.
Die Sendung stellte Haus- und kleinere Nutztiere in den Mittelpunkt und wurde von der früheren Programmsprecherin Gudrun Thiele moderiert. Von der Zucht von Rassehühnern, einer Tierarztsprechstunde bis hin zu Pflegemitteln für Hund und Katze war dieser Ratgeber der passende Sendeplatz für alle Haustierfreunde. Den Abschluss der Sendung bildeten immer einige Impressionen einer außergewöhnlichen Tierfreundschaft (z. B. Ziege und Elefant oder Hund und Katze).
Es wurden insgesamt 115 Folgen produziert, die jeweils 25 Minuten lang waren.